# Cliff Nielsen
Cliff Nielsen es un ilustrador de libros y artista de comcis. Según la Internet Speculative Fiction Database cuenta con más de 500 libros y tapas publicadas desde 1994.
Es conocido por sus trabajos en obras gráficas de Star Wars, Los expedientes secretos X y Crónicas de Narnia.